# 무지개학교
무지개학교 또는 전남혁신학교는 전라남도교육청에서 추진하고 있는 혁신학교로, 미래지향적인 공교육모델 창출을 목적으로 하고 있다. 2019년 현재 108개 학교를 지정·운영하고 있다.
무지개학교는 미래사회의 핵심역량을 모든 학생들에게 차별없이 가르칠 수 있는 협력과 배움의 공동체를 만들기 위하여 새로운학교문화조성, 학교운영시스템의 혁신, 교육과정 및 수업 등의 혁신을 목표로 하고 있다. 2013년부터는 장흥교육지원청을 무지개학교 교육지구로 선정 운영하고 있으며 2016년에는 15개 시군교육지원청을 무지개학교 교육지구로 운영하고 있다. 무지개학교 교육지구 사업은 무지개학교의 운영성과를 일반학교에 확산하기 위한 학교혁신 사업과 지역사회와의 교육협력 모델을 창출하기 위한 추진되고 있다. 2016년 3월 10일에는 이후 지속적인 무지개학교 운영과 확산을 위한 무지개학교 운영 및 지원에 관한 조례가 제정되었다.